# 沙格灵慈宫
沙格灵慈宫，位于中国福建省泉州市泉港区南埔镇沙格村的媽祖廟，为第四批省级文物保护单位，类型为古建筑，公布时间为1996年9月2日。
沙格灵慈宫始建于元至正年间（1314—1368年），奉祀海神天上圣母。现存建筑为清光绪五年（1879年）重修，坐北朝南，东西宽18米，南北进深22米，占地500多平方米。